# Eisner Award para Best Short Story
O Eisner Award para Best Short Story (em português, Melhor História Curta) é uma das categorias do Will Eisner Comic Industry Award, popularmente conhecido como Eisner Awards. A cerimônia foi estabelecida em 1988 e desde então é realizada durante a convenção "Comic-Con", que ocorre anualmente em San Diego, Califórnia.
A categoria foi atribuída pela primeira vez em 1993, à história Two Cities, escrita e ilustrada por Mark Schultz e publicada na revista Xenozoic Tales, da editora "Kitchen Sink". O cartunista Evan Dorkin é o autor com o maior número de histórias indicadas, com cinco, e o único a vencer a categoria mais de uma vez, acumulando quatro vitórias em 1994, 1996, 2002 e 2005. Destas, a primeira e a última histórias seriam publicadas pela editora Dark Horse Comics e as demais pela "Slave Labor", de propriedade do próprio Dorkin.
A Dark Horse publicou ainda outras três histórias vencedoras da categoria, sendo a editora mais bem-sucedida, ao lado da DC Comics (sem contar com o selo Vertigo), editora responsável por cinco das histórias vencedoras, incluindo a mais recente: The Talk of the Saints, escrita por Tom King, ilustrada por Jason Fabok, e publicada originalmente em Swamp Thing Winter Special. Após Dorkin, dois profissionais compartilham a a posição de segundo autor mais indicado à categoria, ambos com quatro histórias já indicadas: Dan Clowes (1993, 1994, 1996 e 2008) e Adrian Tomine (1996, 2012, 2014 e 2016). Apenas a indicação de 2008 resultaria em vitória para Clowes, e apenas a de 2016 resultaria em vitória para Tomine.

## Histórico
Entre 1985 e 1987, a editora Fantagraphics Books promoveu o Kirby Awards, uma premiação dedicada à indústria dos quadrinhos e com os vencedores recebendo seus prêmios sempre com a presença do artista Jack Kirby. As edições do Kirby Awards eram organizadas por Dave Olbrich, um funcionário da editora. Em 1987, com a saída de Olbrich, a Fantagraphics decidiu encerrar o Kirby Awards e instituiu o Harvey Awards, cujo nome é uma homenagem à Harvey Kurtzman. Olbrich, por sua vez, fundou no mesmo ano o "Will Eisner Comic Industry Award".
Em 1988, a primeira edição do prêmio foi realizada, no mesmo modelo até hoje adotado: Um grupo de cinco membros reúne-se, discute os trabalhos realizados no ano anterior, e estabelece as indicações para cada uma das categorias, que são então votadas por determinado número de profissionais dos quadrinhos e os ganhadores são anunciados durante a edição daquele ano da San Diego Comic-Con International, uma convenção de quadrinhos realizada em San Diego, Califórnia. Por dois anos o próprio Olbrich organizou a premiação até que, ao ver-se incapaz de reunir os fundos necessários para realizar a edição de 1990 - que acabou não ocorrendo - ele decidiu transferir a responsabilidade para a própria Comic-Con, que desde 1990 emprega Jackie Estrada para organizá-lo. A premiação costumeiramente ocorre às quintas-feiras à noite, durante a convenção, sendo sucedida na sexta-feira pelos Inkpot Awards.

## Vencedores

Xenozoic Tales #12, onde foi publicada Two Cities, primeira história a ganhar na categoria.

The Amazing Colossal Homer, vencedora em 1994, foi publicada em Simpsons Comics.

| Ano  | História | Autor(es)                               | Publicação original                                                              | Editora                                                                          | Indicados | Nota          |
| ---- | --- | --------------------------------------- | -------------------------------------------------------------------------------- | -------------------------------------------------------------------------------- | --- | ------------- |

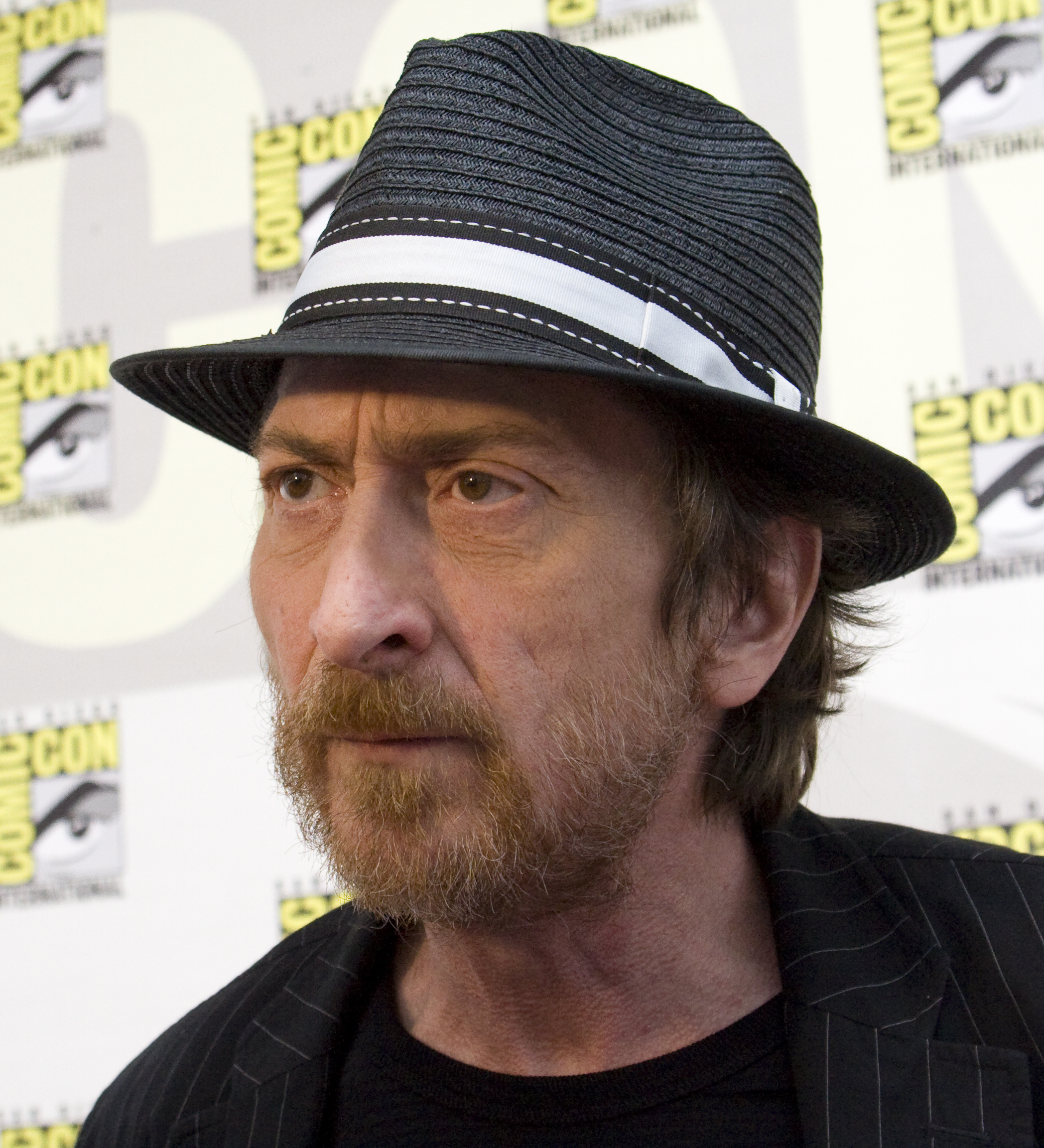
Frank Miller, autor de 'The Babe Wore Red, publicada em Sin City: The Babe Wore Red and Other Stories.

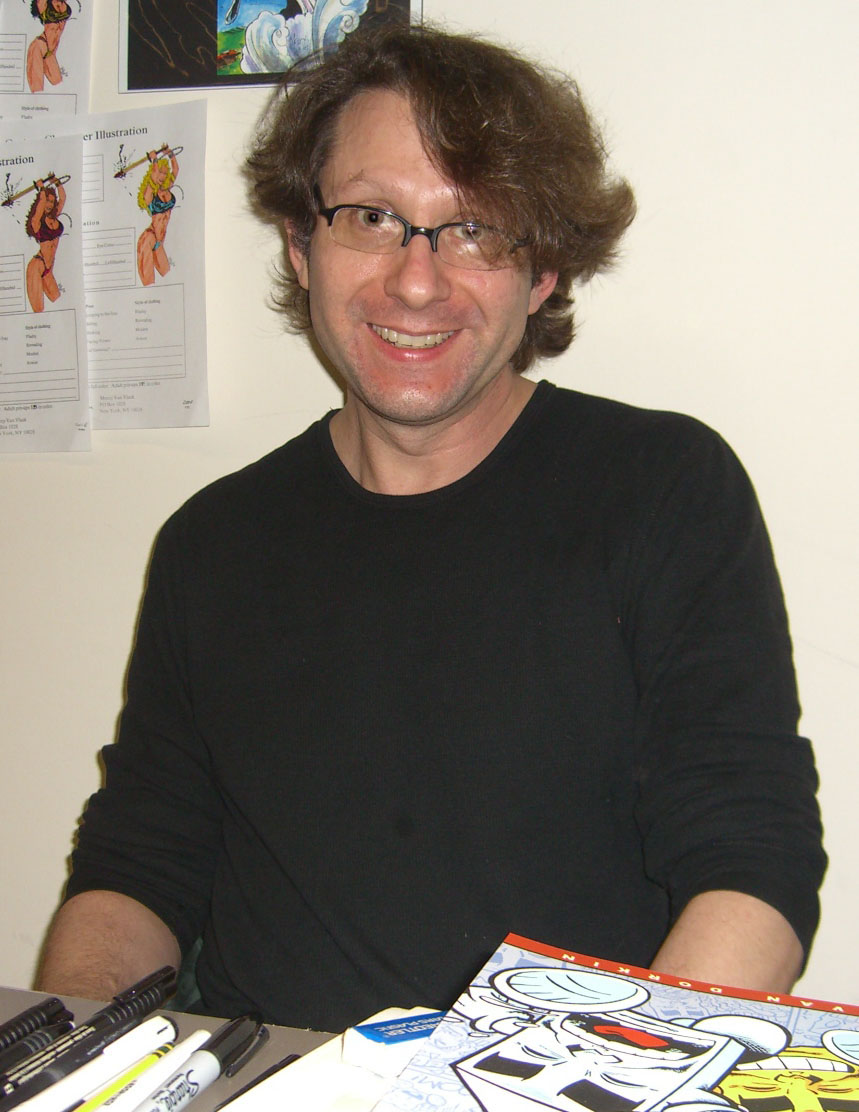
O cartunista Evan Dorkin é o autor com o maior número de histórias indicadas, com cinco, e o único a vencer a categoria mais de uma vez, acumulando quatro vitórias em 1994, 1996, 2002 e 2005.

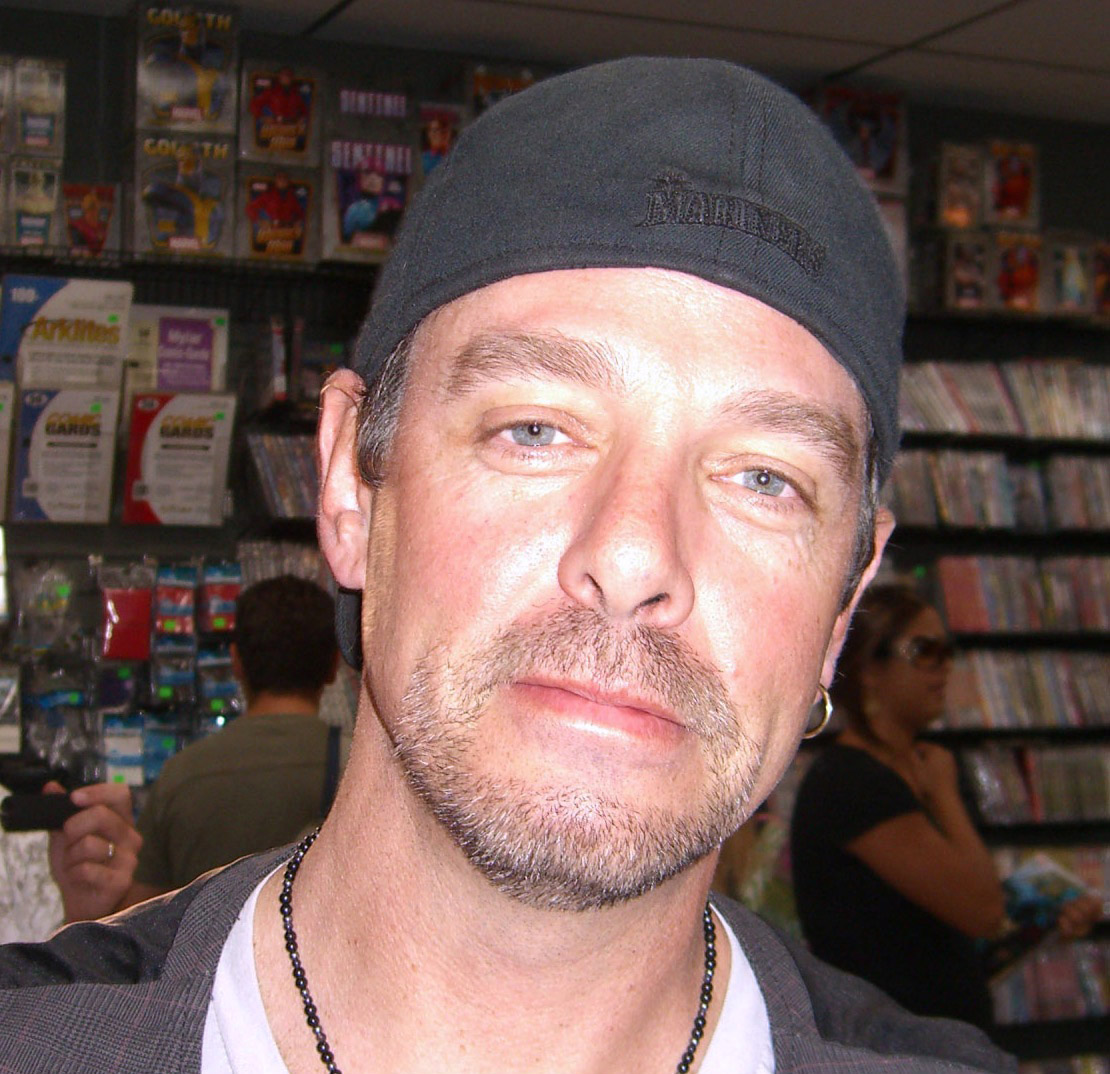
Tim Sale, ilustrador de Devil's Advocate, publicada em Grendel: Black, White, and Red #1, e história vencedora em 1999.

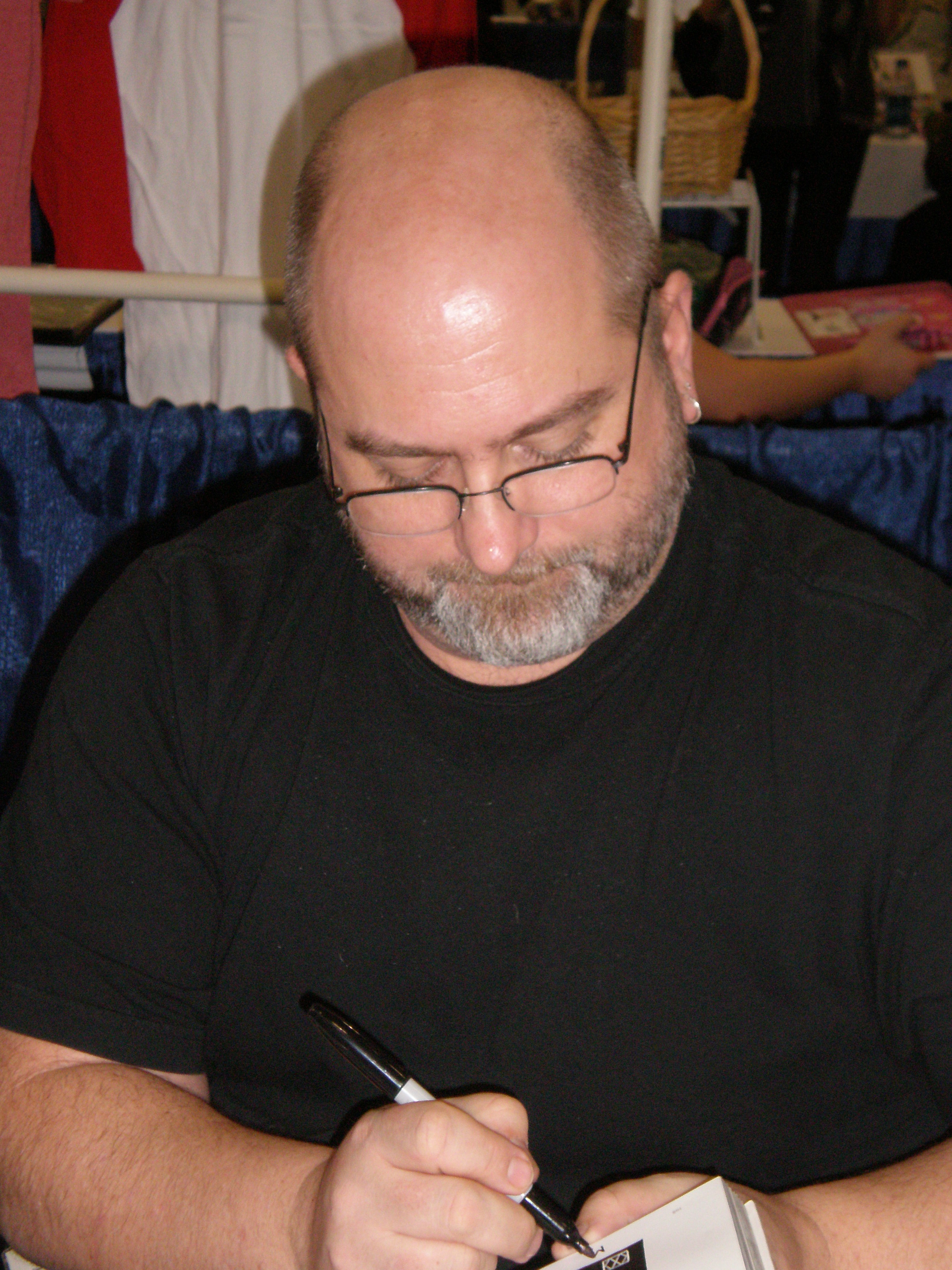
Matt Wagner, criador de Grendel e autor da história Devil's Advocate.

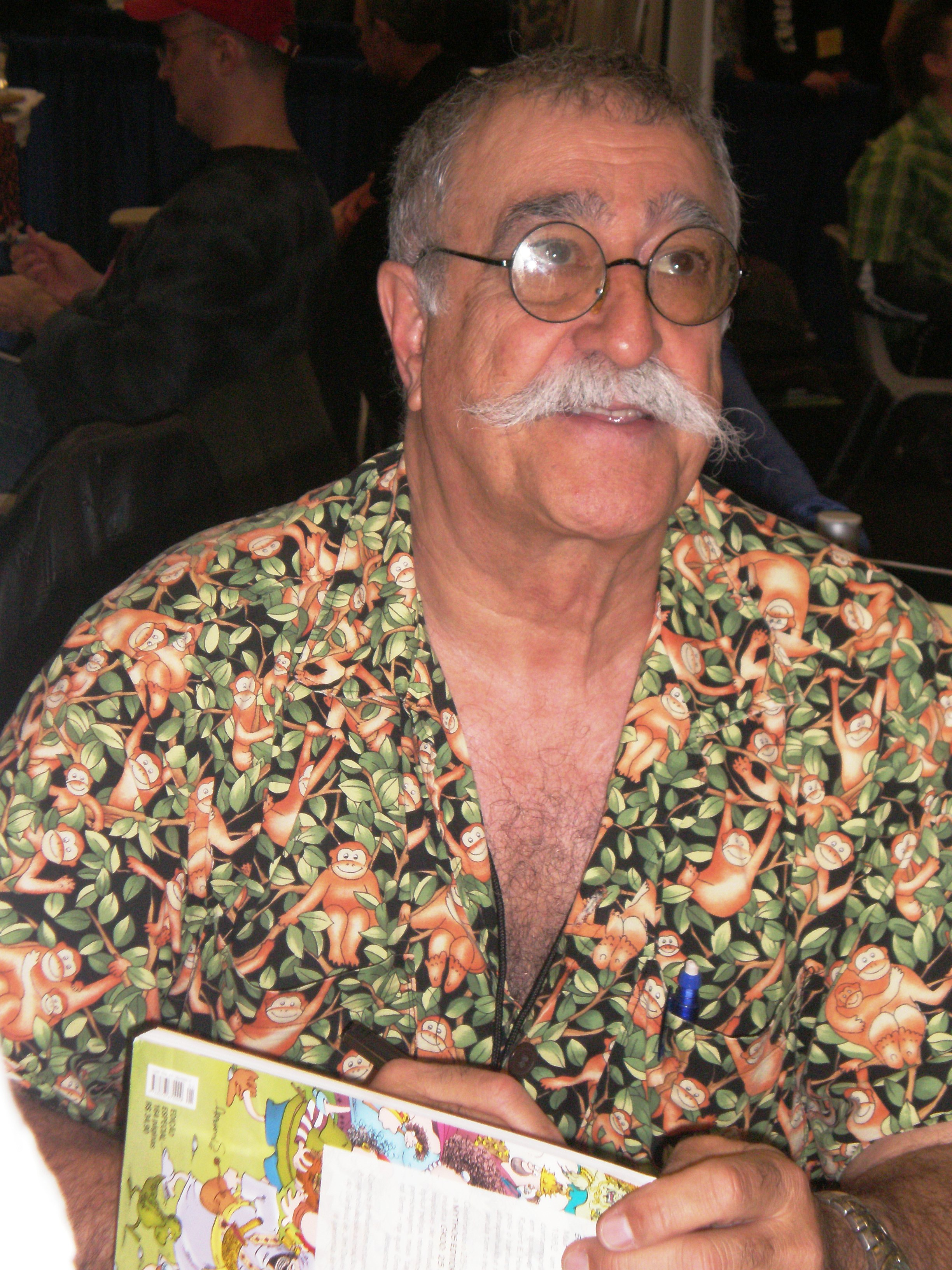
Sergio Aragonés, autor de The Gorilla Suit, história vencedora em 2001.

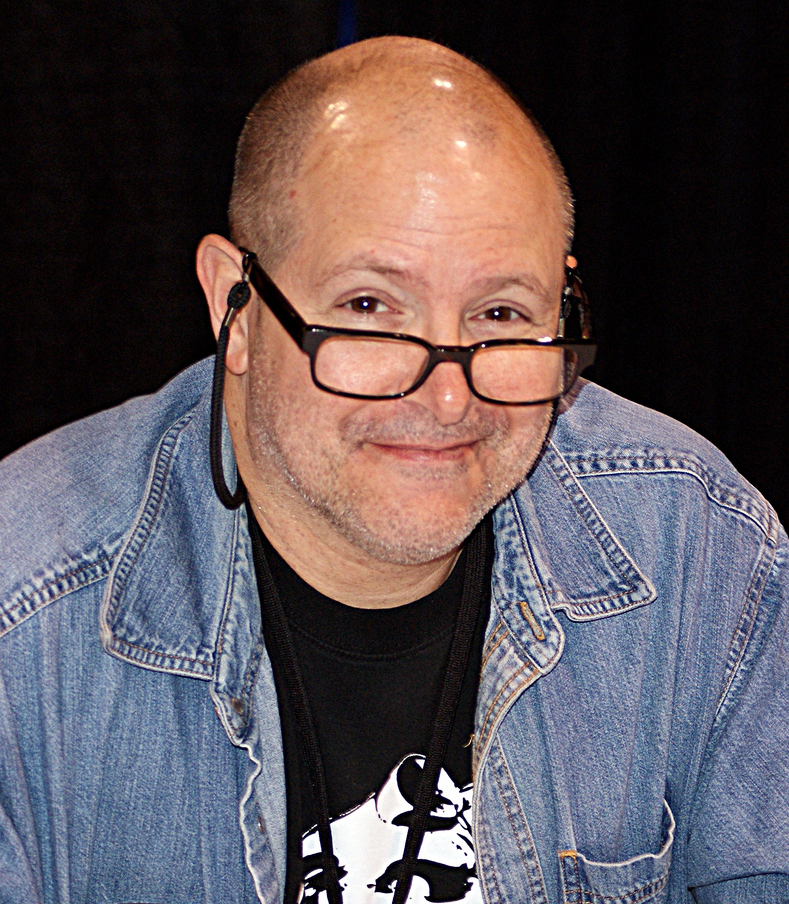
O escritor e desenhista Mike Mignola. Sua história, The Magician and the Snake, foi vencedora em 2003.

Noites Sem Fim, edição especial onde foi publicada Death, a história vencedora em 2004.

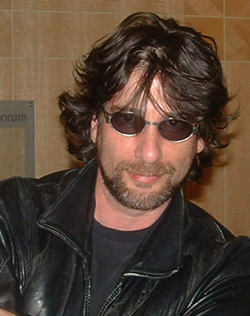
Neil Gaiman, criador da série Sandman e autor de Death.

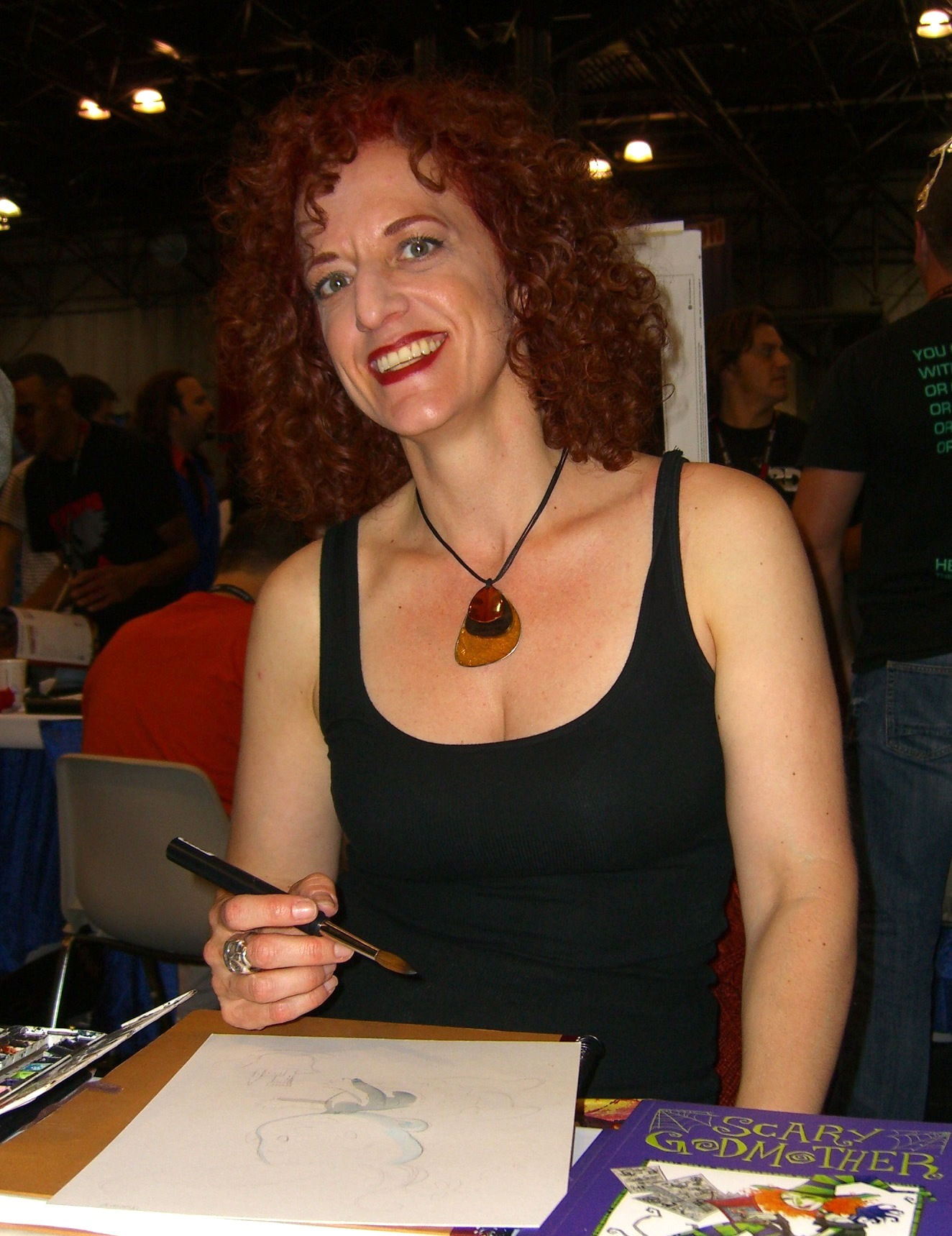
Jill Thompson trabalhou ao lado de Dorkin na história Unfamiliar, vencedora em 2005.

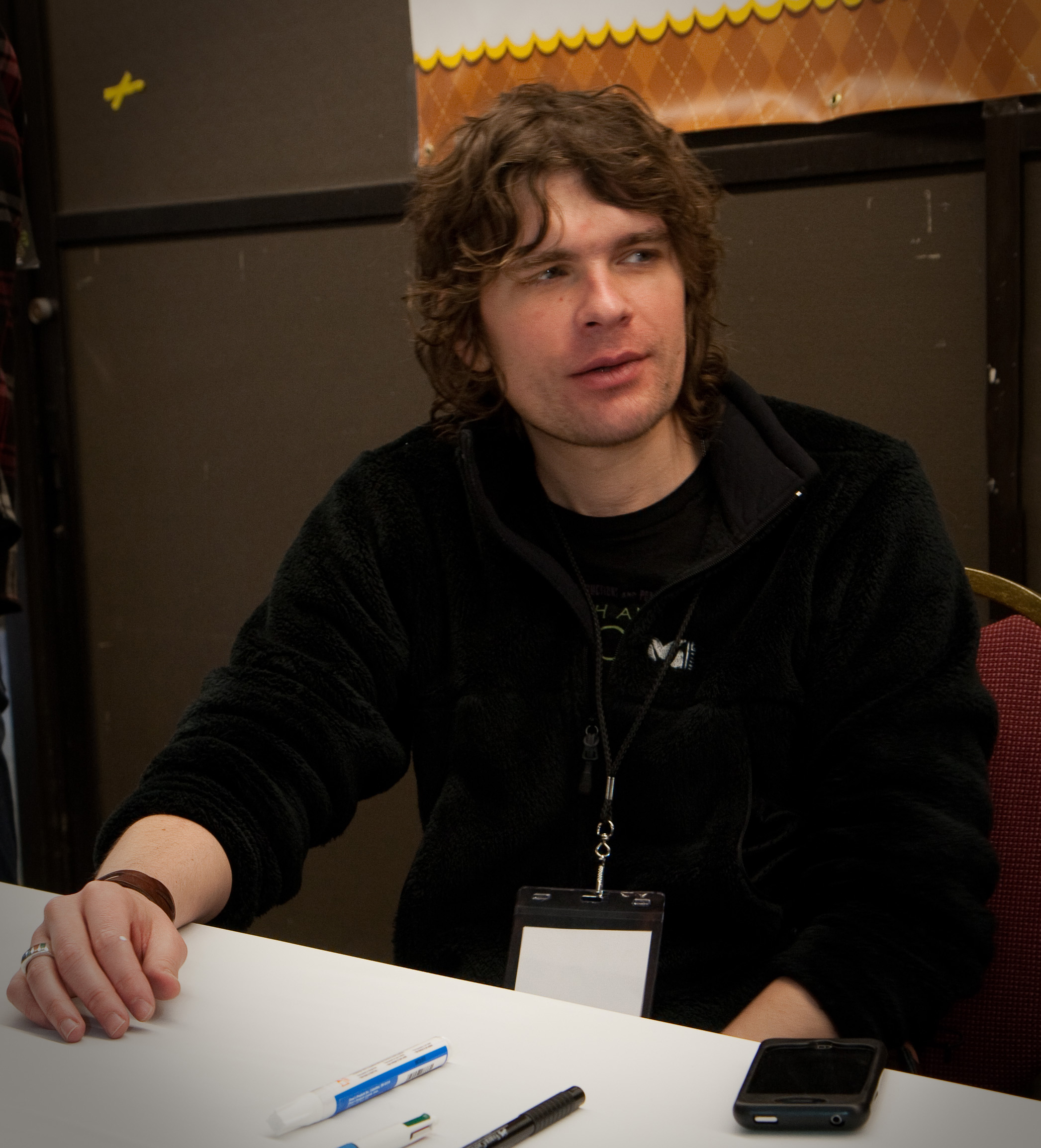
A terceira edição da revista Solo foi dedicada ao artista Paul Pope, cuja história Teenage Sidekick foi vencedora em 2006.

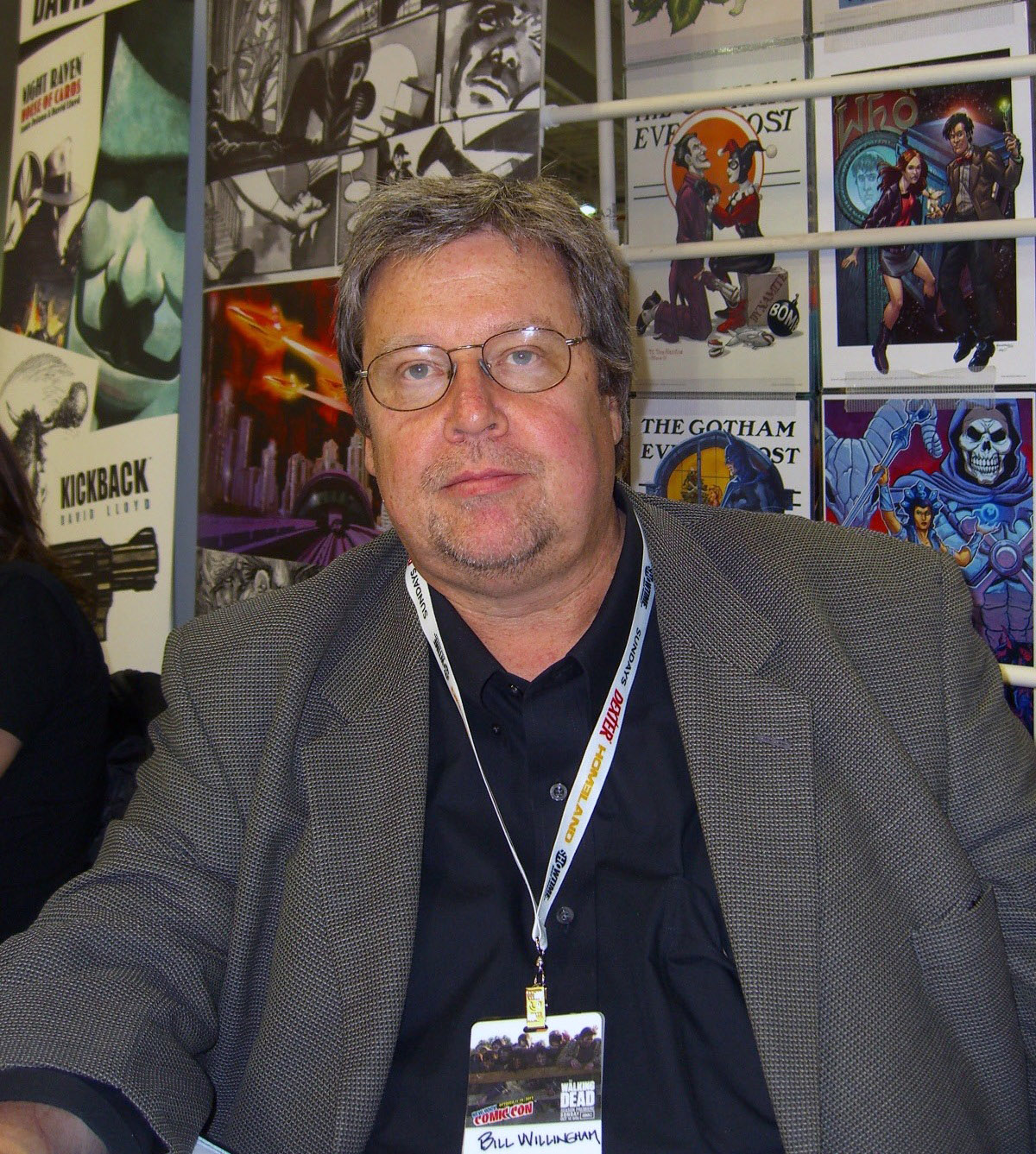
Bill Willingham, criador da série Fábulas e autor de A Frog's Eye View, história vencedora em 2007.

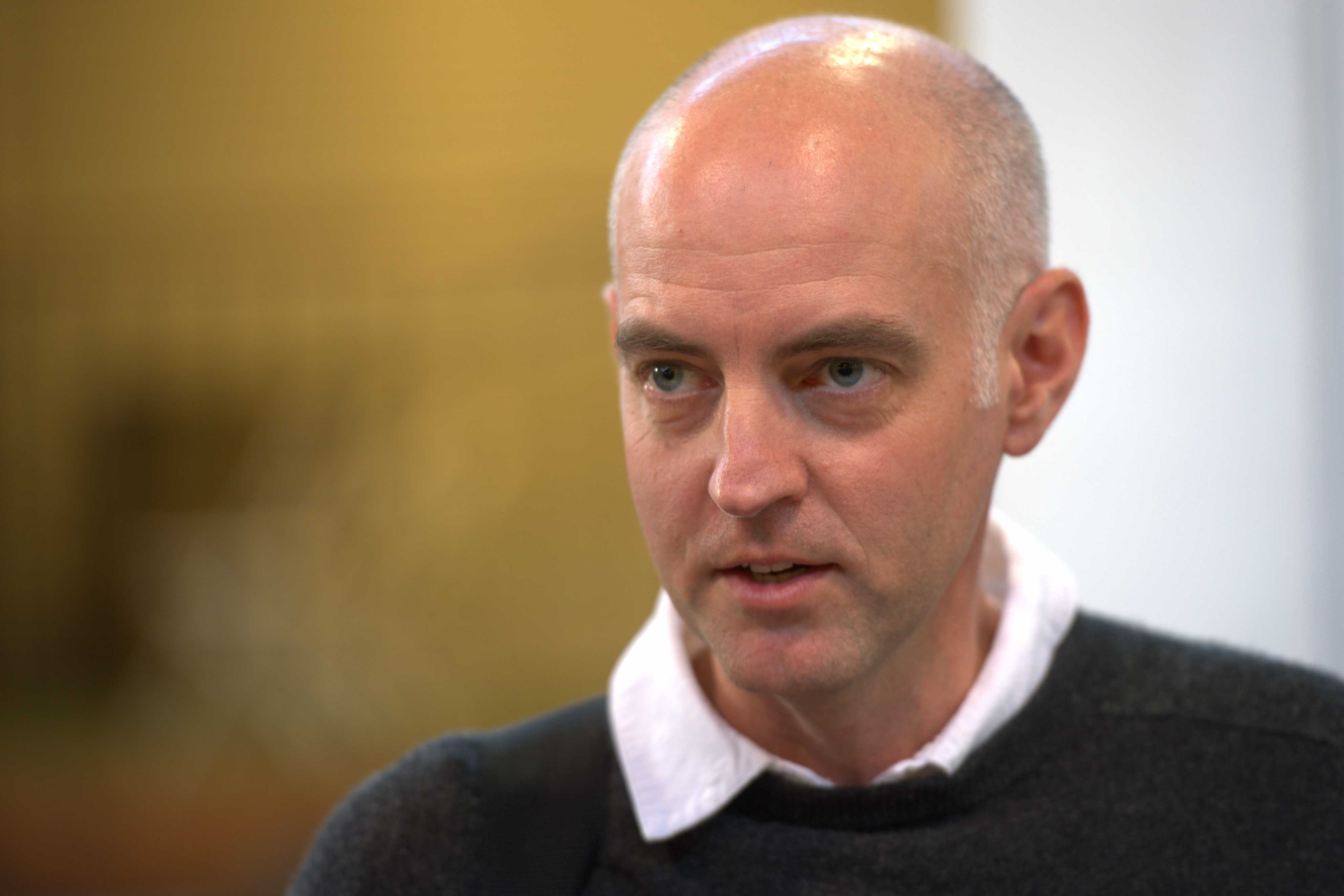
Dan Clowes acumulava três indicações à categoria, em 1993, 1994 e 1996, quando uma quarta indicação, em 2008, por uma história publicada na New York Times Sunday Magazine, resultaria em vitória.

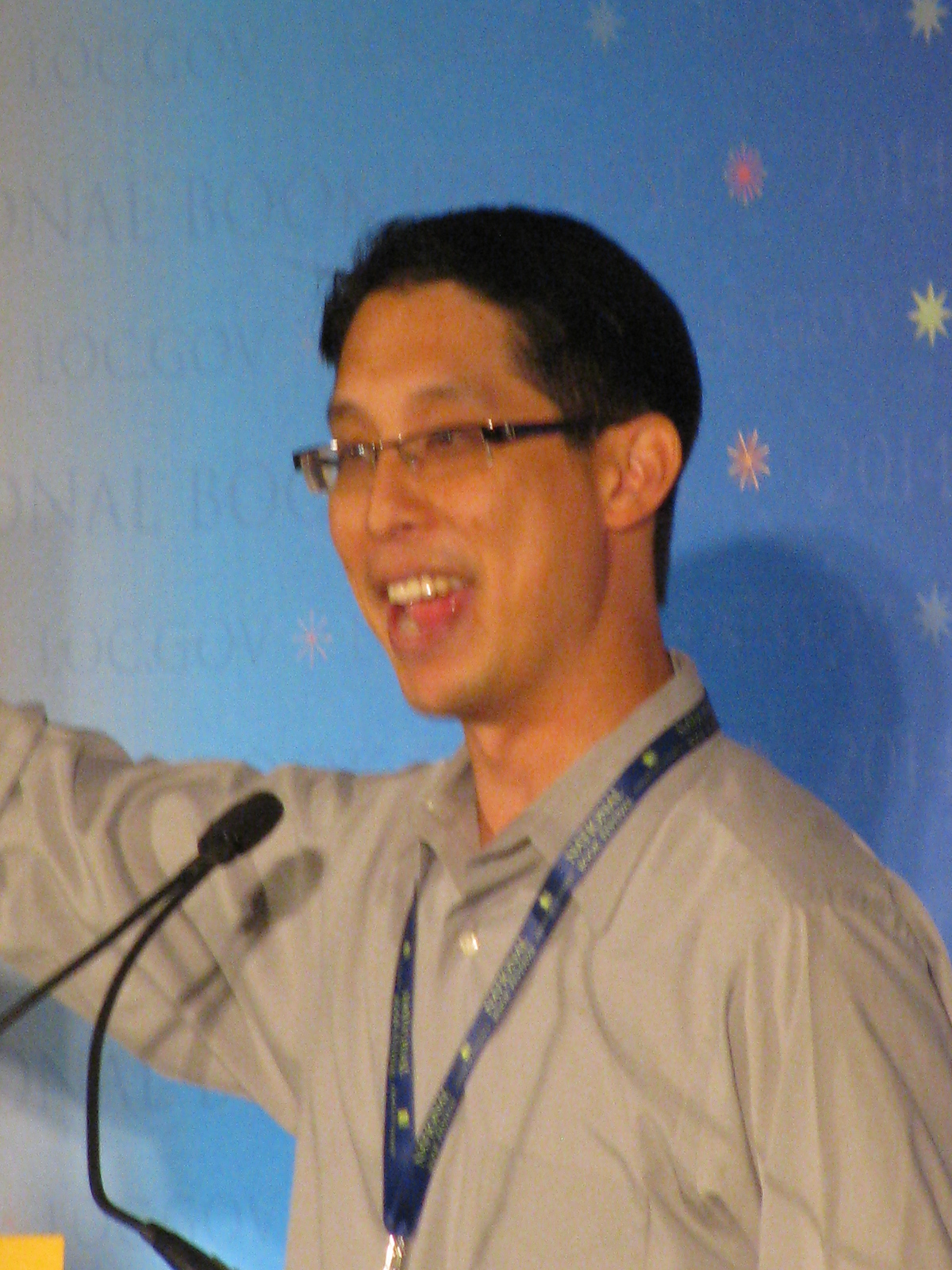
O escritor e professor Gene Luen Yang, autor de Urgent Request, história vencedora em 2010.

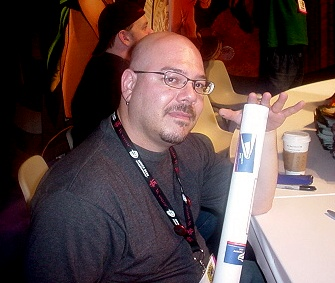
O escritor Greg Rucka é o autor de Post Mortem, história vencedora em 2011.

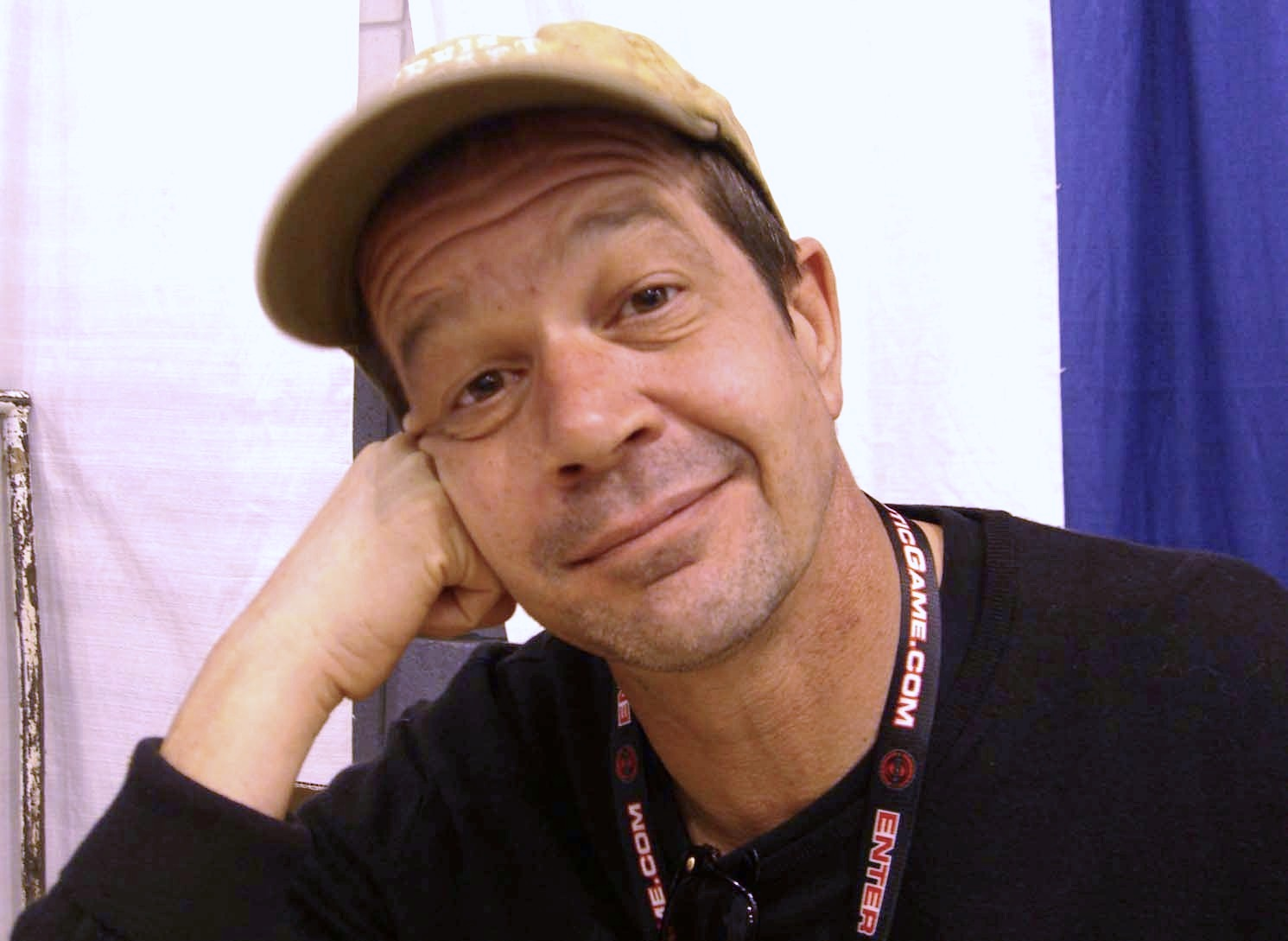
O desenhista e escritor Darwyn Cooke é o autor da série de graphic novels americanas Richard Stark's Parker, uma adaptação dos livros de Donald Westlake com o personagem Parker. A história The Seventh, dessa série, foi vencedora em 2012.

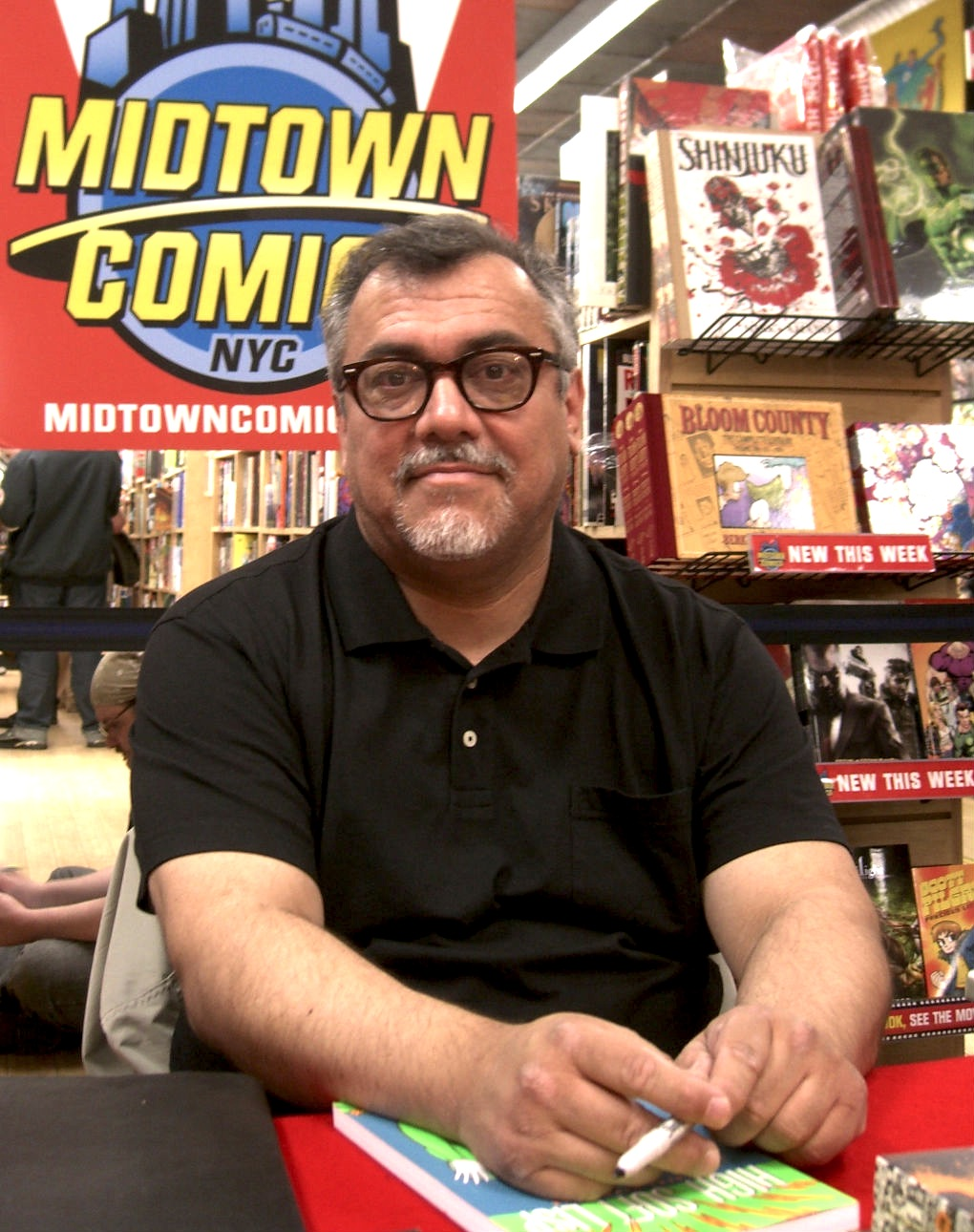
Gilbert Hernandez, um dos criadores de Love and Rockets e autor da história vencedora em 2014.

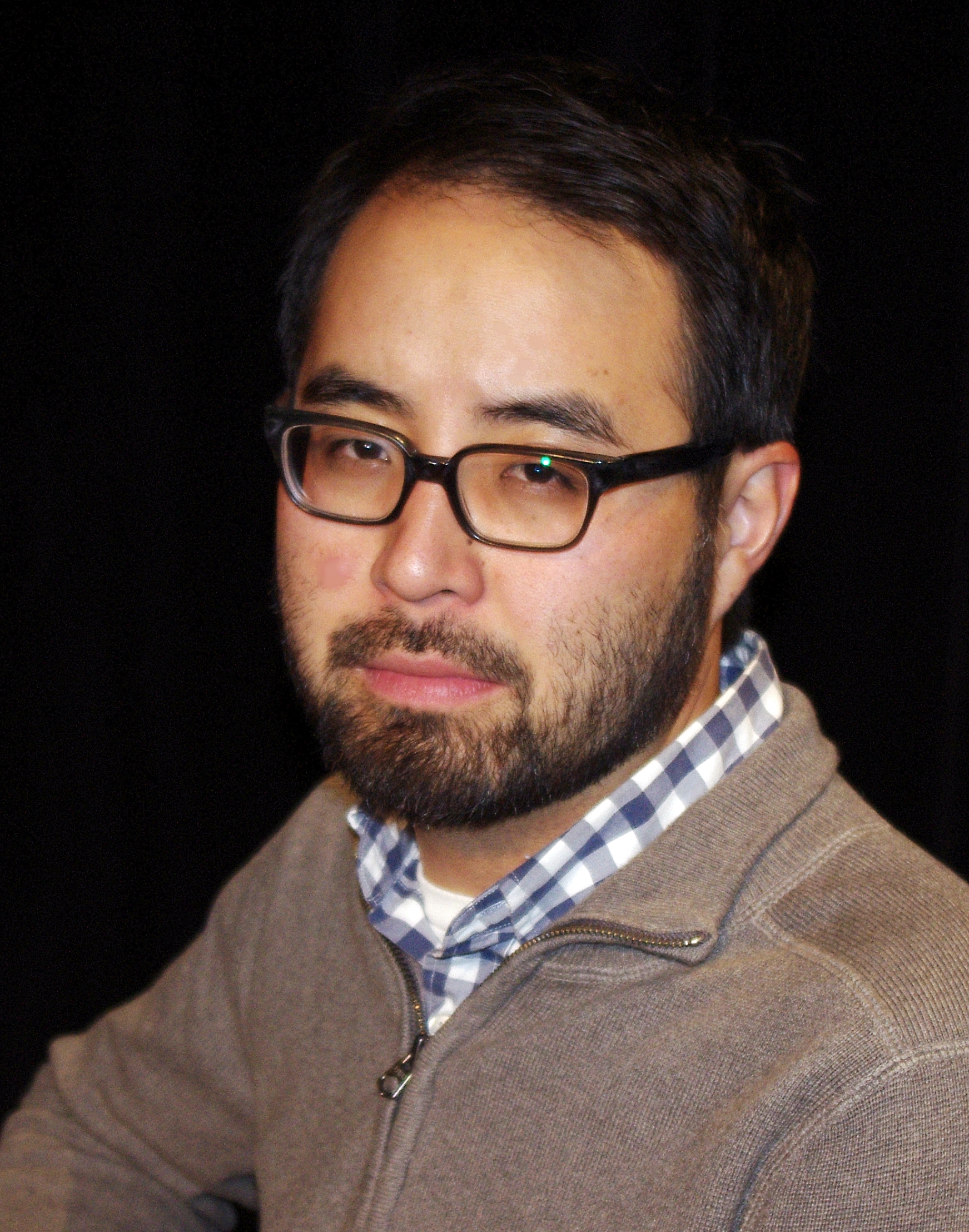
Adrian Tomine, um dos três profissionais a acumular o maior número de obras indicadas à categoria, empatado com Dan Clowes e atrás de Evan Dorkin.

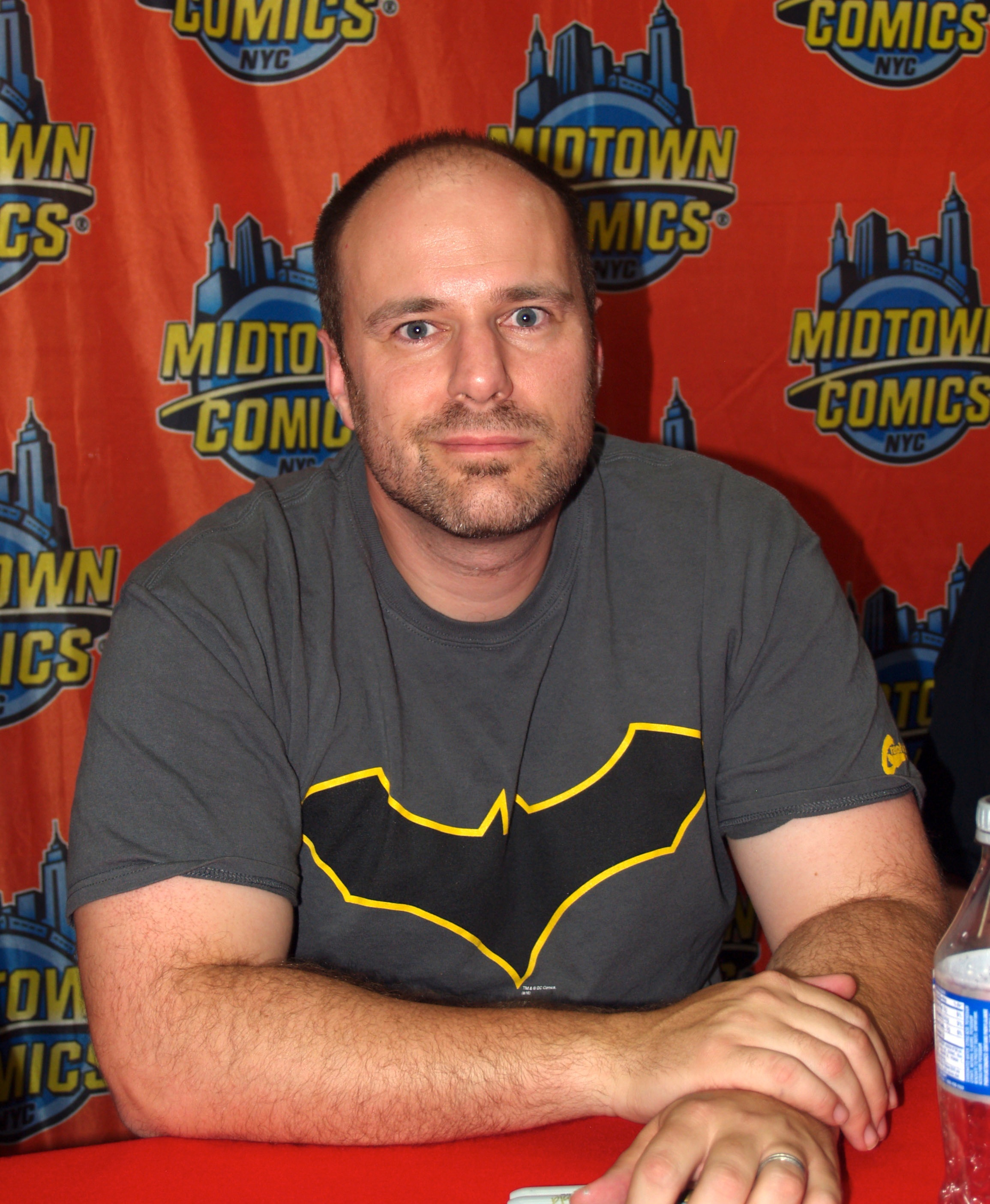
Tom King, roteirista da revista Batman e responsável por Good Boy, história vencedora em 2017.

| 1993 | Two Cities | Mark Schultz                            | Xenozoic Tales #12                                                               | Kitchen Sink                                                                     | - The Artist's Life, por Dan Clowes. Publicada originalmente em Eightball #9 (Fantagraphics) - Hippie Bitch Gets Laid, por Roberta Gregory. Publicada originalmente em Naughty Bits #6 (Fantagraphics) - The Nemesis of Neglect, por Alan Moore e Eddie Campbell. Capítulo de From Hell publicada originalmente em Taboo #6 (SpiderBaby Graphix/Tundra) - Escape #2: The Dry Creek Bed, por Jeff Nicholson. Capítulo de Through the Habitrails publicada originalmente em Taboo #7 (SpiderBaby Graphix/Tundra) - Frank in the River, por Jim Woodring. Publicada originalmente em Tantalizing Stories Presents Frank in The River (Tundra)                                                  | [ 6 ]         |
| 1994 | The Amazing Colossal Homer                                                                                              | Steve Vance Cindy Vance Bill Morrison   | Simpsons Comics #1                                                               | Bongo                                                                            | - Big Man, por David Mazzucchelli. Publicada originalmente em Rubber Blanket #3 (Rubber Blanket Press) - I Strive for Realism, por Paul Chadwick. Publicada originalmente em Concrete Eclectica #2 (Dark Horse) - The Origin of Dan Pussey, por Dan Clowes. Publicada originalmente em Eightball #12(Fantagraphics) - Tainted Love, por Garth Ennis e Steve Dillon. Publicada originalmente em Vertigo Jam (DC/Vertigo) | [ 7 ]         |
| 1995 | The Babe Wore Red | Frank Miller                            | Sin City: The Babe Wore Red and Other Stories                                    | Dark Horse                                                                       | - The Hannah Story, por Carol Tyler. Publicada originalmente em Drawn & Quarterly, Vol. 2 #2 (Drawn & Quarterly) - Laughter After Midnight, por Paul Dini e John Byrne. Publicada originalmente em The Batman Adventures Annual #1 (DC) - The Lot, por John Ney Rieber e Gary Amaro. Publicada originalmente em Vertigo Rave (DC/Vertigo) - The Virgin, por Peter Kuper. Publicada originalmente em Wild Life #1 (Fantagraphics) - We Can Get Them For You Wholesale, por Joe Pruett e Ken Meyer Jr., baseado na história de Neil Gaiman. Publicada originalmente em Negative Burn #11 (Caliber Press)                                                                                      | [ 8 ]         |
| 1996 | The Eltingville Comic-Book, Science-Fiction, Fantasy, Horror, and Role-Playing Club in "Bring Me the Head of Boba Fett" | Evan Dorkin                             | Instant Piano #3                                                                 | Dark Horse                                                                       | - Caricature, por Dan Clowes. Publicada originalmente em Eightball #15 (Fantagraphics) - Horsing Around with History, por Carl Barks e William Van Horn]]. Publicada originalmente em Uncle Scrooge Adventures #33 (Gladstone) - Jimmy Corrigan, por Chris Ware. Publicada originalmente em Blab #8 (Kitchen Sink) - Klingon Battle Helmet, por Rob Maisch e Scott Hampton]]. Publicada originalmente em Confessions of a Cereal Eater (NBM) - Pink Frosting, por Adrian Tomine. Publicada originalmente em Optic Nerve #2 (Drawn & Quarterly) | [ 9 ]         |
| 1997 | Heroes | Archie Goodwin Gary Gianni              | Batman: Black and White #4                                                       | DC Comics                                                                        | - Gentlemanhog, por Jim Woodring. Publicada originalmente em Frank #1 (Fantagraphics) - Joy Ride, por Carol Lay. Publicada originalmente em Joy Ride and Other Stories (Kitchen Sink) - The Nearness of You, por Kurt Busiek e Brent Anderson. Publicada originalmente em Wizard Presents Kurt Busiek's Astro City, vol. 2, #1/2 (Homage/Wizard Press) - Oracle-Year One: Born of Hope, por John Ostrander, Kim Yale, Brian Stelfreeze e Karl Story. Publicada originalmente em Batman Chronicles #5 (DC) - Perpetual Mourning, por Ted McKeever. Publicada originalmente em Batman: Black & White #1 (DC)                                                                                  | [ 10 ]        |
| 1998 | The Eltingville Comic Book, Science-Fiction, Fantasy, Horror and Role-Playing Club In: "The Marathon Men"               | Evan Dorkin                             | Dork! #4                                                                         | Slave Labor                                                                      | - A Matter of Some Gravity, por Don Rosa. Publicada originalmente em Walt Disney's Comics & Stories #610 (Gladstone) - The New European, por Alan Moore, Gary Frank, e Cam Smith. Publicada originalmente em Vampirella/Dracula: The Centennial (Harris) - Penny Century, por Jaime Hernandez. Publicada originalmente em Penny Century #1 (Fantagraphics) - The Willow Warriors, por Ian Edgington e Eric Shanower. Publicada originalmente em Weird War Tales #1 (DC) - Wrong Turn, por Frank Miller. Publicada originalmente em Sin City: Sex & Violence (Dark Horse) | [ 11 ]        |
| 1999 | Devil's Advocate | Matt Wagner Tim Sale                    | Grendel: Black, White, and Red #1                                                | Dark Horse                                                                       | - Electric China Death, por Richard Bruning e Mark Chiarello. Publicada originalmente em Gangland #4 (DC/Vertigo) - The Illustrative Man, por Batton Lash, Julius Priete e Tim Bavington. Publicada originalmente em Treehouse of Horror #4 (Bongo) - Invincible Man and Nifty Boy, por Bob Burden. Publicada originalmente em Flaming Carrot's Greatest Hits, vol. 3 (Dark Horse) - Whhyyyyyy? (Oh, God, Why?), por Rich Koslowski. Publicada originalmente em The 3 Geeks #4 (3 Finger Press) | [ 12 ]        |
| 2000 | Letitia Lerner, Superman's Baby Sitter                                                                                  | Kyle Baker                              | Elseworlds 80-Page Giant                                                         | DC Comics                                                                        | - Bye-Bye, Muffy, por Roberta Gregory. Publicada originalmente em Naughty Bits #28 (Fantagraphics) - Cluttered Like My Head, por Evan Dorkin. Publicada originalmente em Dork #7 (Slave Labor) - How Things Work Out, por Alan Moore e Rick Veitch. Publicada originalmente em Tomorrow Stories #2 (DC Comics/America's Best Comics) - Margolis, por Etgar Keret e Yirmi Pinkus. Publicada originalmente em Jetlag (Actus Tragicus) - Orange Glow, por Paul Chadwick. Publicada originalmente em DHP Annual '99 (DHP Jr.) (Dark Horse) - The Unbearableness of Being Light, por Alan Moore e Kevin Nowlan. Publicada originalmente em Tomorrow Stories #2 (DC Comics/America's Best Comics) | [ 13 ]        |
| 2001 | The Gorilla Suit | Sergio Aragonés                         | Streetwise                                                                       | TwoMorrows                                                                       | - The Fisherman and the Sea Princess, por David Mazzucchelli. Publicada originalmente em Little Lit (HarperCollins) - Monsieur Jean, por Philippe Dupuy e Charles Berberian. Publicada originalmente em Drawn & Quarterly, vol. 3 (Drawn & Quarterly) - A Prayer to the Sun, por Edvin Biukovic e Darko Macan. Publicada originalmente em Weird War Tales Special (Vertigo/DC) - Prince Rooster, por Art Spiegelman. Publicada originalmente em Little Lit (HarperCollins) | [ 14 ]        |
| 2002 | The Eltingville Club in "The Intervention"                                                                              | Evan Dorkin                             | Dork #9                                                                          | Slave Labor                                                                      | - The Adventures of Hergé, por Jose-Louis Bocquet, Jean-Luc Fromental e Stanislas Barthélémy. Publicada originalmente em Drawn & Quarterly, vol. 4 (Drawn & Quarterly) - His Story, por Dave McKean. Publicada originalmente em Bento #1 and Pictures That [Tick] (Hourglass/Allen Spiegel Fine Arts) - Me and Edith Head, por Sara Ryan e Steve Lieber. Publicada originalmente em Cicada, vol. 4 no. 1 (Carus Publishing) - Oh, To Celebrate, por Miriam Katin. Publicada originalmente em Drawn & Quarterly, vol. 4 (Drawn & Quarterly) - The Willful Death of a Stereotype, por Chris Staros e Bo Hampton. Publicada originalmente em Expo 2001 (The EXPO)                              | [ 15 ] [ 1 ]  |
| 2003 | The Magician and the Snake                                                                                              | Katie Mignola Mike Mignola              | Dark Horse Maverick: Happy Endings                                               | Dark Horse                                                                       | - Between Two Worlds: The Strange and Sad Story of Erich Wolfgang Korngold, por P. Craig Russell. Publicada originalmente em Comics Journal Summer Special 2002 (Fantagraphics) - Green Tea, por Kevin Huizenga, adaptado da história de J. Sheridan LeFanu. Publicada originalmente em Orchid (Sparkplug) - História sem título por "Jason", publicada originalmente em Sshhhh! (Fantagraphics) - Telekinetic, por Tomer Hanuka. Publicada originalmente em Bipolar #3 (Alternative Comics) | [ 16 ]        |
| 2004 | Death | Neil Gaiman P. Craig Russell            | The Sandman: Endless Nights                                                      | DC/Vertigo                                                                       | - It Was a Dark and Silly Night..., por Lemony Snicket e Richard Sala. Publicada originalmente em Little Lit: It Was a Dark and Silly Night (HarperCollins) - It Was a Dark and Silly Night, por Carlos Nine. Publicada originalmente em Little Lit: It Was a Dark and Silly Night (HarperCollins) - Monsieur Jean, por Philippe Dupuy e Charles Berberian. Publicada originalmente em Drawn & Quarterly 5 (Drawn & Quarterly) - Same Difference, por Derek Kirk Kim. Publicada originalmente em Same Difference and Other Stories (Small Stories) - There Are No Flowers in the Real World, por David Lapham. Publicada originalmente em The Matrix Comics (Burlyman Entertainment)        | [ 17 ]        |
| 2005 | Unfamiliar | Evan Dorkin Jill Thompson               | The Dark Horse Book of Witchcraft                                                | Dark Horse                                                                       | - Eve O' Twins, por Craig Thompson. Publicada originalmente em Rosetta #2 (Alternative) - Glenn Ganges: Jeepers Jacobs, por Kevin Huizenga. Publicada originalmente em ''Kramer's Ergot #5 (Gingko Press) - God, por Chris Ware. Publicada originalmente em McSweeney's Quarterly #13 (McSweeney's) - The Price, por Neil Gaiman e Michael Zulli. Publicada originalmente em Creatures of the Night (Dark Horse Books) - Where Monsters Dine, por Troy Hickman, Angel Medina e Jon Holdredge. Publicada originalmente em Common Grounds #5 (Top Cow/Image) | [ 18 ]        |
| 2006 | Teenage Sidekick | Paul Pope                               | Solo #3                                                                          | DC Comics                                                                        | - Blood Son, por Chris Ryall e Ashley Wood, baseado no original de Richard Matheson. Publicada originalmente em Doomed #1 (IDW) - Monster Slayers, por Khang Le. Publicada originalmente em Flight, vol. 2 (Image) - Nameless, por Eric Powell. Publicada originalmente em The Goon #14 (Dark Horse) - Operation (5ª história), por Zak Sally. Publicada originalmente em The Recidivist #3 (La Mano) | [ 19 ]        |
| 2007 | A Frog's Eye View | Bill Willingham James Jean              | Fables: 1001 Nights of Snowfall                                                  | DC/Vertigo                                                                       | - The Black Knight Glorps Again, por Don Rosa. Publicada originalmente em Uncle Scrooge #354 (Gemstone) - Felix, por Gabrielle Bell. Publicada originalmente em Drawn & Quarterly Showcase 4 (Drawn & Quarterly) - Old Oak Trees, por Tony Cliff. Publicada originalmente em Flight 3 (Ballantine) - Stan Lee Meets Spider-Man, por Stan Lee, Oliver Coipel e Mark Morales. Publicada originalmente em Stan Lee Meets Spider-Man (Marvel) - Willie: Portrait of a Groundskeeper, por Eric Powell. Publicada originalmente em Bart Simpsons's Treehouse of Horror #12 (Bongo) | [ 20 ]        |
| 2008 | Mr. Wonderful | Dan Clowes                              | New York Times Sunday Magazine                                                   |                                                                                  | - Book, por Yuichi Yokoyama. Pubicada originalmente em New Engineering (PictureBox) - At Loose Ends, por Lewis Trondheim. Pubicada originalmente em Mome #8 (Fantagraphics) - Town of Evening Calm, por Fumiyo Kouno. Pubicada originalmente em Town of Evening Calm, Country of Cherry Blossoms (Last Gasp) - Whatever Happened to Fletcher Hanks?, por Paul Karasik. Pubicada originalmente em I Shall Destroy All the Civilized Planets! (Fantagraphics) - Young Americans, por Emile Bravo. Pubicada originalmente em Mome #8 (Fantagraphics) | [ 21 ]        |
| 2009 | Murder He Wrote | Ian Boothby Nina Matsumoto Andrew Pepoy | The Simpsons' Treehouse of Horror #14                                            | Bongo                                                                            | - Actual Size, por Chris Ware. Publicada originalmente em Kramers Ergot #7 (Buenaventura Press) - Chechen War, Chechen Women, por Joe Sacco. Publicada originalmente em I Live Here (Pantheon) - Freaks, por Laura Park. Publicada originalmente em Superior Showcase #3 (AdHouse) - Glenn Ganges in Pulverize, por Kevin Huizenga. Publicada originalmente em Ganges #2 (Fantagraphics) | [ 22 ]        |
| 2010 | Urgent Request | Gene Luen Yang Derek Kirk Kim           | The Eternal Smile                                                                | First Second                                                                     | - Because I Love You So Much, por Nikoline Werdelin. Publicada originalmente em From Wonderland with Love: Danish Comics in the 3rd Millennium (Fantagraphics/Aben malen) - Gentleman John, por Nathan Greno. Publicada originalmente em What Is Torch Tiger? (Torch Tiger) - How and Why to Bale Hay, por Nick Bertozzi. Publicada originalmente em Syncopated (Villard) - Hurricane, por Gradimir Smudja. Publicada originalmente em Bob Dylan Revisited (Norton) | [ 23 ]        |
| 2011 | Post Mortem | Greg Rucka Michael Lark                 | I Am an Avenger #2                                                               | Marvel                                                                           | - Bart on the Fourth of July, por Peter Kuper. Publicada originalmente em Bart Simpson #54 (Bongo) - Batman in "Trick for the Scarecrow", por Billy Tucci. Publicada originalmente em DCU Halloween Special 2010 (DC) - Cinderella, por Nick Spencer e Rodin Esquejo. Publicada originalmente em Fractured Fables (Silverline Books/Image) - Hamburgers for One, por Frank Stockton. Publicada originalmente em Popgun vol. 4 (Image) - Little Red Riding Hood, por Bryan Talbot e Camilla d'Errico. Publicada originalmente em Fractured Fables (Silverline Books/Image) | [ 24 ]        |
| 2012 | The Seventh | Darwyn Cooke                            | Richard Stark's Parker: The Martini Edition                                      | IDW                                                                              | - A Brief History of the Art Form Known as Hortisculpture, por Adrian Tomine. Publicada originalmente em Optic Nerve #12 (Drawn & Quarterly) - Harvest of Fear, por Jim Woodring. Publicada originalmente em The Simpsons' Treehouse of Horror #17 (Bongo) - The Phototaker, por Guy Davis. Publicada originalmente em Metal Hurlant vol. 2 (Humanoids) - The Speaker, por Brandon Graham. Publicada originalmente em Dark Horse Presents #7 (Dark Horse) | [ 25 ]        |
| 2013 | Moon 1969: The True Story of the 1969 Moon Launch                                                                       | Michael Kupperman                       | Tales Designed to Thrizzle #8                                                    | Fantagraphics                                                                    | - A Birdsong Shatters the Still, por Jeff Wilson e Ted May. Publicada originalmente em Injury #4 (Ted May/Alternative) - Elmview, por Jon McNaught. Publicada originalmente em Dockwood (Nobrow) - Moving Forward, por "drewscape". Publicada originalmente em Monsters, Miracles, & Mayonnaise (Epigram Books) - Rainbow Moment, por Lilli Carré. Publicada originalmente em Heads or Tails (Fantagraphics) | [ 26 ]        |
| 2014 | História sem título | Gilbert Hernandez                       | Love and Rockets: New Stories #6                                                 | Fantagraphics                                                                    | - Go Owls, por Adrian Tomine. Publicada originalmente em Optic Nerve #13 (Drawn & Quarterly) - Mars to Stay, por Brett Lewis e Cliff Chiang. Publicada originalmente em Witching Hour (DC) - Seaside Home, por Josh Simmons. Publicada originalmente em Habit #1 (Oily) - When Your House Is Burning Down, You Should Brush Your Teeth, por Matthew Inman. Disponibilizada originalmente no site americano "The Oatmeal" (theoatmeal.com/comics/house) | [ 27 ]        |
| 2015 | When the Darkness Presses                                                                                               | Emily Carroll                           | Disponibilizada originalmente de forma digital em emcarroll.com/comics/darkness/ | Disponibilizada originalmente de forma digital em emcarroll.com/comics/darkness/ | - Beginning's End, por Rina Ayuyang, Disponibilizada originalmente em muthamagazine.com - Corpse on the Imjin!, por Peter Kuper. Publicada originalmente em Masterful Marks: Cartoonists Who Changed the World (Simon & Schuster) - Rule Number One, por Lee Bermejo. Publicada originalmente em Batman Black and White #3 (DC) - The Sound of One Hand Clapping, por Max Landis e Jock. Disponibilizada originalmente em Adventures of Superman #14 (DC) | [ 28 ]        |
| 2016 | Killing and Dying | Adrian Tomine                           | Optic Nerve #14                                                                  | Drawn & Quarterly                                                                | - Black Death in America, por Tom King e John Paul Leon. Publicada originalmente em Vertigo Quarterly: Black (Vertigo/DC) - Hand Me Down, por Kristyna Baczynski. Publicada originalmente em 24 x 7 (Fanfare Presents) - It’s Going to Be Okay, por Matthew Inman. Publicada originalmente em The Oatmeal (http://theoatmeal.com/comics/plane) - Lion and Mouse, por R. Sikoryak. Publicada originalmente em Fable Comics (First Second) | [ 29 ]        |
| 2017 | Good Boy | Tom King David Finch                    | Batman Annual #1                                                                 | DC Comics                                                                        | - The Comics Wedding of the Century, por Simon Hanselmann. Publicada originalmente em We Told You So: Comics as Art (Fantagraphics) - The Dark Nothing, por Jordan Crane. Publicada originalmente em Uptight #5 (Fantagraphics) - Monday, por W. Maxwell Prince e John Amor. Publicada originalmente em One Week in the Library (Image) - Mostly Saturn, por Michael DeForge. Publicada originalmente em Island Magazine #8 (Image) - Shrine of the Monkey God!, por Kim Deitch. Publicada originalmente em Kramers Ergot 9 (Fantagraphics) | [ 30 ]        |
| 2018 | A Life in Comics: The Graphic Adventures of Karen Green                                                                 | Nick Sousanis                           | Columbia Magazine                                                                | Summer 2017                                                                      | - Ethel Byrne, por Cecil Castelluci e Scott Chantler. Publicada originalmente em Mine: A Celebration of Liberty and Freedom for All Benefiting Planned Parenthood (ComicMix) - Forgotten Princess de Phillip Kennedy Johnson e Antonio Sandoval. Publicada originalmente em Adventure Time Comics #13 (kaboom!) - Small Mistakes Make Big Problems de Sophia Foster-Dimino. Publicada originalmente em Comics for Choice (Hazel Newlevant) - Trans Plant de Megan Rose Gedris. Publicada originalmente em Enough Space for Everyone Else (Bedside Press) | [ 31 ] [ 32 ] |
| 2019 | The Talk of the Saints                                                                                                  | Tom King Jason Fabok                    | Swamp Thing Winter Special                                                       | DC Comics                                                                        | - Get Naked in Barcelona de Steven T. Seagle e Emei Olivia Burrell. Publicada originalmente em Get Naked (Image) - The Ghastlygun Tinies de Matt Cohen e Marc Palm. Publicada originalmente em MAD magazine #4 (DC Comics) - Here I Am de Shaun Tan. Publicada originalmente em I Feel Machine (SelfMadeHero) - Life During Interesting Times de Mike Dawson (The Nib). Disponibilizada originalmente em thenib.com/greatest-generation-interesting-times - Supply Chains de Peter e Maria Hoey. Publicada originalmente em Coin-Op #7 (Coin-Op Books) | [ 33 ] [ 34 ] |
| 2020 | Hot Comb | Ebony Flowers                           | Hot Comb                                                                         | Drawn & Quarterly                                                                | - How to Draw a Horse de Emma Hunsinger. Disponibilizada originalmente em www.newyorker.com/humor/daily-shouts/how-to-draw-a-horse - The Menopause de Mira Jacob. Disponibilizada originalmente em believermag.com/the-menopause/ - Who Gets Called an ‘Unfit’ Mother? de Miriam Libicki. Disponibilizada originalmente em thenib.com/who-gets-called-an-unfit-mother/ - You’re Not Going to Believe What I’m About to Tell You de Matthew Inman. Disponibilizada originalmente em theoatmeal.com/comics/believe | [ 35 ]        |